# Желсон Фернандес
Же́лсон Ферна́ндес (нім. Gelson Fernandes, нар. 2 вересня 1986, Прая) — колишній швейцарський футболіст, півзахисник, відомий виступами за національну збірну Швейцарії. 
Володар Кубка Швейцарії.

## Клубна кар'єра
Народився 2 вересня 1986 року в місті Прая. Вихованець футбольної школи клубу «Сьйон». Дорослу футбольну кар'єру розпочав 2004 року в основній команді того ж клубу, в якій провів три сезони, взявши участь у 99 матчах чемпіонату. За цей час виборов титул володаря Кубка Швейцарії.
Своєю грою за цю команду привернув увагу представників тренерського штабу клубу «Манчестер Сіті», до складу якого приєднався 2007 року. Відіграв за команду з Манчестера наступні два сезони своєї ігрової кар'єри. Більшість часу, проведеного у складі «Манчестер Сіті», був основним гравцем команди.
Згодом з 2009 по 2013 рік грав у складі команд клубів «Сент-Етьєн», «К'єво», «Лестер Сіті», «Удінезе», «Спортінг» та «Сьйон».
До складу клубу «Фрайбург» приєднався 2013 року. Відіграв за клуб один сезон.
З 2014 по 2017 рік виступав за французький «Ренн».
З 2017 по 2020 виступав за німецький «Айнтрахт», після чого завершив кар'єру.

## Виступи за збірні
Протягом 2006–2007 років залучався до складу молодіжної збірної Швейцарії. На молодіжному рівні зіграв у 9 офіційних матчах.
2007 року дебютував в офіційних матчах у складі національної збірної Швейцарії. Наразі провів у формі головної команди країни 67 матчів, забивши 2 голи.
У складі збірної був учасником чемпіонату Європи 2008 року в Австрії та Швейцарії, чемпіонату світу 2010 року у ПАР.
2014 року був включений до заявки збірної на тогорічний чемпіонат світу у Бразилії.

## Досягнення
- Володар Кубка Швейцарії (1):

«Сьйон»: 2005-06